# Monodactylus sebae
Espèce
Monodactylus sebae surnommé Poisson lune d'Afrique est une espèce de poissons d'eau saumâtre du genre Monodactylus appartenant à la famille des  Monodactylidés.

## Répartition géographique
Le Poisson lune d'Afrique est originaire de l'Atlantique tropical, le long des côtes africaines, depuis l'embouchure du Sénégal jusqu'au Congo.

## En aquarium
Cette espèce peut être maintenu  en aquarium d'eau saumâtre et d'eau salée car il s'avère très robuste et facile d'entretien. Leur reproduction a déjà été réalisée en aquarium.